# Humerus
|  | Flytteforslag Denne side er foreslået flyttet til overarmsbenet. Klik her for at se flytteforslaget. |

Humerus er den latinske betegnelse for overarmsknoglen. Det er således den knogle, der stabiliserer overarmen. Den danner led i skulderen med skulderbladet (scapula), (articulatio humeri (el. glenohumeralis)); et såkaldt ægte kugleled, som gennem sine frihedsgrader sikrer armens alsidige bevægelsesmuligheder. Desuden danner den led (articulatio cubiti) med de to underarmsknogler (radius og ulna). Leddet her er også et ægte, såkaldt sammensat led, idet der indgår flere end to knogler. I leddet foregår fleksion-ekstension (bøj og stræk) og supination-pronation (rotation af underarmen). Sidstnævnte foregår også i det distale led (det håndledsnære led) mellem underarmsknoglerne.

## Rørknoglens karakteristika
Humerus er en rørknogle og derfor med dertil hørende karakteristika. Den har således et skaft (diafyse) og to specialiserede ender (epifyser). Følgende beskrivelse er af en fuldt udvokset knogle.Som andre rørknogler er den opbygget af tre "lag".
- Yderst findes periost (knoglehinden). Den tjener som tilhæftning for musklerne, idet deres sener sætter sig fast herpå. Kraften overføres til selve knoglen af små sharpey'ske tråde, små harpuner, der borer sig ind i
- Substantia compacta, som er den hårde knogleskal. Den beskytter det inderste lag, nemlig
- Substantia spongiosa, der er et netværk af pladelignende strukturer, der krydser hinanden på kryds og tværs. Det er disse, der bærer størstedelen af belastningen af knoglen. De er opbygget efter princippet om mest styrke med færrest materialer således at vægten mindskes kraftigt i forhold til en knogle, der udelukkende bestod af compacta. I mellemrummene mellem de krydsende trabekler findes knoglemarven.

## Strukturer på humerus
Starter vi på den proksimale epifyse (tættest på kroppen), finder vi først caput humeri. En sfærisk del, der – som nævnt – danner led med scapula. Kanten af caput kaldes collum anatomicum, og som navnet siger, der dette den egentlige knoglehals. Ser vi knoglen forfra, ses lige "under" collum to fremspring delt af en fure. Det største af de to kaldes tuberculum majus, det mindste tuberculum minus. Furen derimellem benævnes sulcus intertubercularis. De to tuberkler er vigtige punkter for muskeltilhæftninger mens furen i midten rummer den ene sene fra musculus biceps brachii (caput longum). Umiddelbart under de to tuberkler fortsætter to kamme nedefter. De benævnes efter den tuberkel de kommer fra og hedder således crista tuberculi majoris og crista tuberculi minoris. På overgangen mellem tuberculi og cristae findes collum chirurgicum. Navnet hentyder det, at dette er den "hals" hvor knoglen oftest brækker.
Vi forlader nu proksimale epifyse og bevæger os ned på diafysen. Den ses som værende forholdsvis glat, men der findes alligevel et par strukturer her. På billedet set bagfra ses i højre side en lille kant, der stikker ud lidt over midten. Denne benævnes tuberositas deltoidea efter musklen m. deltoideus, der hæfter her. Lige bag den findes en lille fure, nemlig sulcus nervi radialis, som beskytter nervus radialis i sit forløb mod underarmen.
Bevæger vi os ned mod den distale epifyse ses det, at knoglen går fra at være tæt på rund til at få en mere trekantet form. De to fremkomne kanter på siderne af knoglen benævnes crista supracondylaris medialis og crista supracondylaris lateralis hvor den mediale er den, der peger ind mod kroppen når armen hænger slap ned langs siden. Følger man disse nedefter når man til to knuder hvoraf den mediale er større end den laterale. Disse kaldes epicondylus medialis og epicondylus lateralis. Mellem de to epikondyler finder vi condylus. Den ses på billedet forfra som et stort uregelmæssigt parti. Den er opdelt i to strukturer, der begge indgår i articulatio cubiti:
- Medialt ses trochlea humeri, der på billedet er de to første "knolde". Trochlea danner led med ulna (albuebenet) og er ansvarlig for den førnævnte fleksion-ekstension. Den ses at gå hele vejen om på bagsiden af humerus.
- Lateralt ses capitulum humeri. Denne sfæriske knop danner led med radius (spolebenet) og er delvist ansvarlig for den førnævnte supination-pronation.

Ovenfor trochlea humeri ses forfra en fordybning, fossa coronoidea. Her er der plads til processus coronoideus ulnae som er en del af skålen omkring trochlea, når armen flekteres fuldt. Bagfra ses fossa olecrani, der laver plads til olecranon, den anden del af skålen (den, som vi i daglig tale kalder albuen), når armen ekstenderes fuldt. Endelig ses ovenfor capitulum humeri en lille fordybning kaldet fossa radialis, der giver plads til radius når armen er fuldt flekteret (bøjet). Som sidste struktur skal nævnes sulcus nervi ulnaris, der er en lille fordybning medialt for trochlea ses bagfra. Man kan lige ane den på billedet. Heri ligger nervus ulnaris beskyttet.